# 万安湖
万安湖（藏語：འོན་ཨན་མཚོ།，威利转写：'on an mtsho，THL：Önen Tso）位于中国西藏自治区那曲市双湖县境内，地处双湖县北部，多格错仁西南。湖面海拔4916米，面积11.5平方公里。湖形狭长。湖区气候寒冷干燥，年均气温-6℃，年均降水量约150毫米。湖水主要靠地表径流补给，集水区面积787.6平方公里。